# OSBPL11
OSBPL11‏ (Oxysterol binding protein like 11) هوَ بروتين يُشَفر بواسطة جين OSBPL11 في الإنسان.